# Грайчен-бай-Бюргель
Грайчен-бай-Бюргель (нем. Graitschen bei Bürgel) — община в Германии, в земле Тюрингия. 
Входит в состав района Зале-Хольцланд. Подчиняется управлению Бюргель (Тюринген).  Население составляет 406 человек (на 31 декабря 2010 года). Занимает площадь 4,60 км².